# Eusarcus furcatus
Eusarcus furcatus is een hooiwagen uit de familie Gonyleptidae.